# درسدن
درسدن (به آلمانی: Dresden) مرکز ایالت زاکسن در کشور آلمان است. این شهر از پایان جنگ جهانی دوم تا زمان اتحاد آلمان شرقی و غربی جزو آلمان شرقی بود.

## بمباران
حمله‌ای به شهر درسدن، مرکز ایالت زاکسن آلمان بود که در واپسین ماه‌های جنگ جهانی دوم در جبهه اروپا به وقوع پیوست. در چهار یورش بین ۱۳ تا ۱۵ فوریه ۱۹۴۵، ۷۲۲ بمب افکن نیروی هوایی سلطنتی بریتانیا و ۵۲۷ بمب افکن نیروهای هوایی ایالات متحده بیش از ۳٫۹۰۰ تن بمب انفجاری قوی و بمب‌های آتش‌زا را بر این شهر فروریختند. طوفان آتش ناشی از آن پانزده مایل مربع (۳۹ کیلومتر مربع) از مرکز شهر را نابود کرد. بین ۵۰۰۰۰ تا ۶۵٬۰۰۰ نفر کشته شدند.

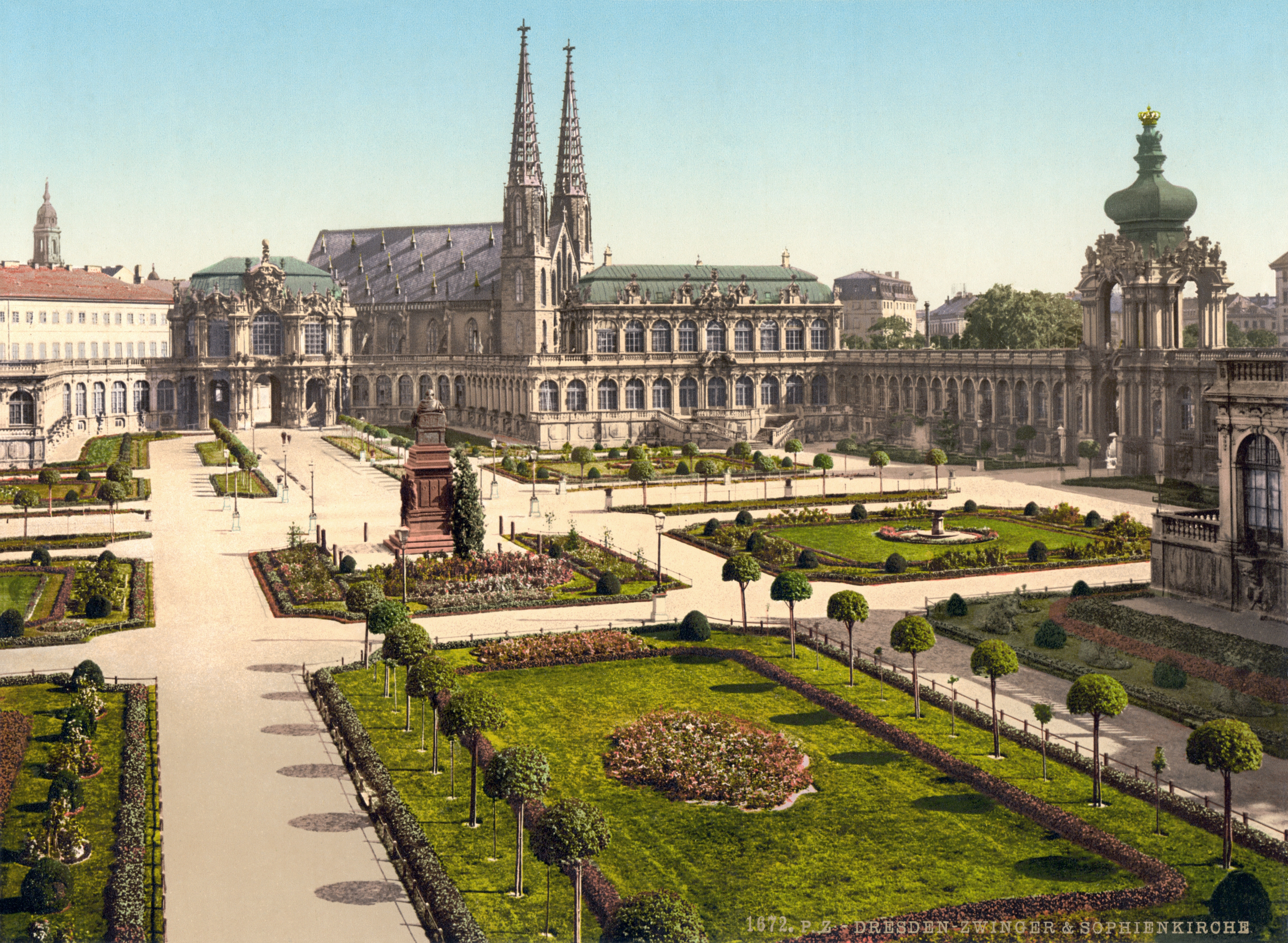
زوینگر یک مجموعه کاخ با باغ در درسدن، آلمان است. این بنا که توسط معماری به نام ماتئوس دانیل پپلمان طراحی شده است، یکی از مهم‌ترین بناهای دوره باروک در آلمان است. در کنار کلیسای زن زوینگر مشهورترین بنای معماری درسدن است.
نام «زوینگر» به نامی برمی‌گردد که در قرون وسطی برای قسمتی از قلعه بین دیوارهای بیرونی و داخلی قلعه استفاده می‌شد، حتی اگر زوینگر دیگر عملکردی مطابق با نام خود در شروع ساخت نداشته باشد.

پس از جنگ، بحث در خصوص موجه بودن یا نبودن حملات باعث شده بمباران یکی از موضوعات اخلاقی بود که بسیار محل مباحثه بود.
این حادثه پس از آن بسیار مورد بحث و اختلاف نظر بوده است.
در این بمباران شهر تاریخی درسدن که پایتخت ایالت زاکسن آلمان و معروف به «فلورانس بر کرانه الب» بود به‌کلی ویران شد و شمار زیادی از مردم غیرنظامی در آن کشته شدند. شمار کشتگان غیرنظامی بین ۱۲۰۰۰ تا ۴۰۰۰۰ تخمین زده شده است، البته بسیاری از جمله کورت وانگات که از نزدیک شاهد بمباران درسدن بوده آمار کشته‌ها رادر کتاب سلاخ‌خانه شماره پنج ۱۳۴۰۰۰ نفر ذکر کرده است. یک گزارش نیروی هوای آمریکا در سال ۱۹۵۳ از عملیات به عنوان بمباران توجیه شدهٔ یک هدف نظامی و صنعتی، که ۱۱۰ کارخانه و ۵۰۰۰۰ کارگر را در پشتیبانی از اقدامات نظامی آلمان در خود جای داده بود، توجیه کرد. برخلاف این، پژوهشگران متعدد این گونه استدلال کرده‌اند که زیرساختهای مخابراتی، پلها و مناطق وسیع صنعتی خارج از شهر هیچ‌یک به‌طور کامل هدف قرار نگرفتند این‌طور استدلال شده که درسدن یک مرکز مهم تاریخی و فرهنگی و بدون اهمیت نظامی یا با اهمیت نظامی کم بود، و حملات بمباران مناطق بدون هیچ فرقی بین نظامی بودن یا نبودن آنها و بی هیچ تناسبی با اهداف نظامی بود. تا نسخه ۱۹۵۸ دانشنامه بریتانیکا هیچ ارجاعی به بمباران درسدن در مدخل مربوط به این شهر نکرده بود.

## ترابری
ترابری بین شهری درسدن توسط فرودگاه درسدن که در سال ۱۹۳۵ و ایستگاه مرکزی درسدن که در سال ۱۸۹۸ تأسیس شده انجام می‌شود. همچنین ایستگاه درسدن-نوی‌اشتات نیز از دیگر ایستگاه‌های راه‌آهن این شهر است. اس-بان درسدن هم به‌عنوان راه‌آهن حومه محسوب می‌شود.
ترابری عمومی شهری نیز توسط تراموا درسدن با ۱۲ خط و ۲۵۹ ایستگاه انجام می‌شود.

## شهرهای خواهر
درسدن دارای ۱۴ شهر خواهر است:
- ۱۹۶۱  سن پترزبورگ، روسیه
- ۱۹۶۳  وروتسواف، لهستان
- ۱۹۶۷  اسکوپیه، مقدونیه[۱۰]
- ۱۹۷۱  استراوا، جمهوری چک
- ۱۹۷۵  برازاویل، کنگو
- ۱۹۷۸  فلورانس، ایتالیا
- ۱۹۸۷  هامبورگ، آلمان[۱۱]
- ۱۹۸۸  رتردام، هلند
- ۱۹۹۰  استراسبورگ، فرانسه[۱۲]
- ۱۹۹۱  زالتسبورگ، اتریش
- ۱۹۹۲  کلمبوس، ایالات متحده آمریکا
- ۲۰۰۹  هانگژو، چین

## نگارخانه

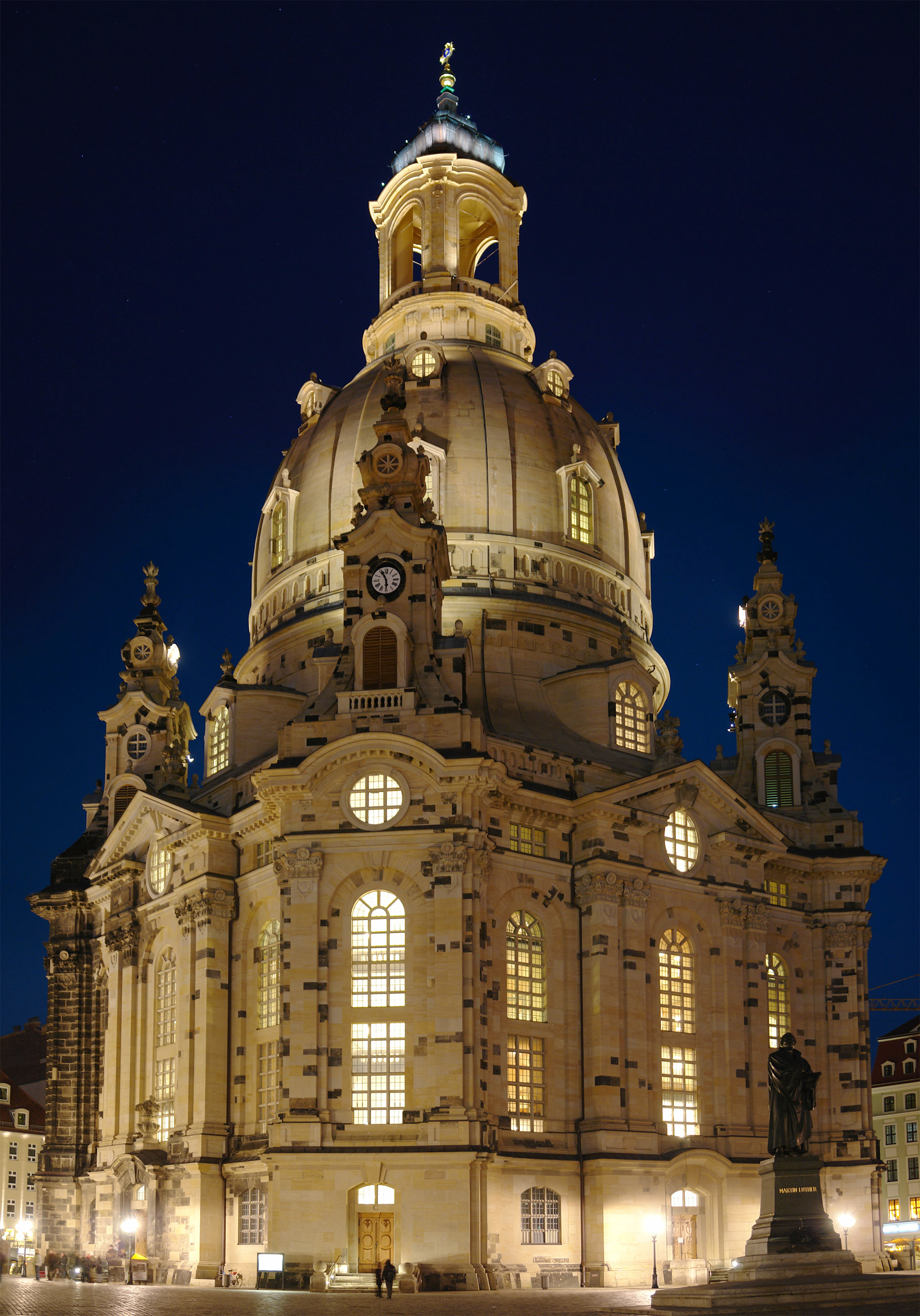
کلیسای بانوان در درسدن
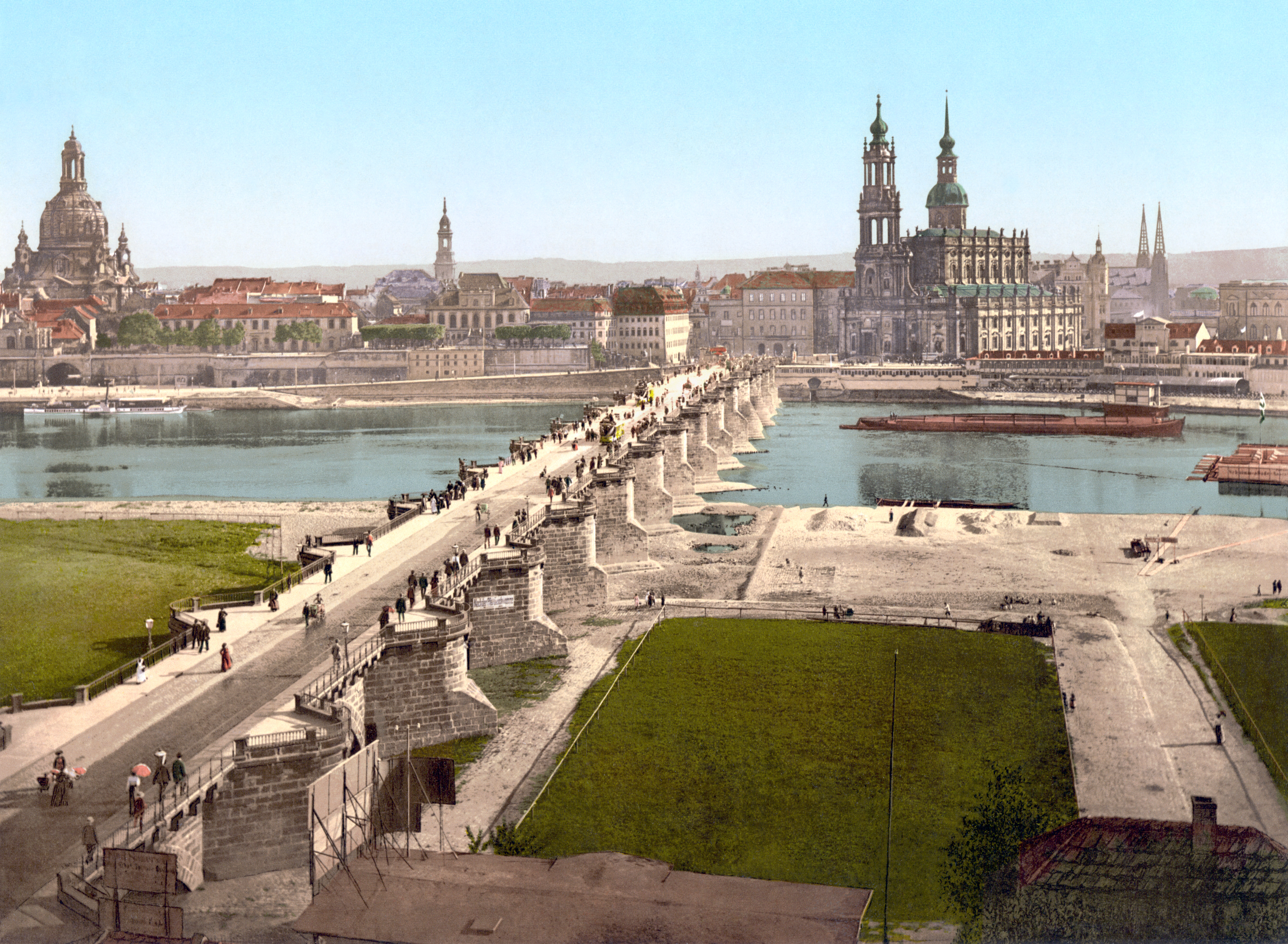
درسدن مابین ۱۸۹۰-۱۹۰۰
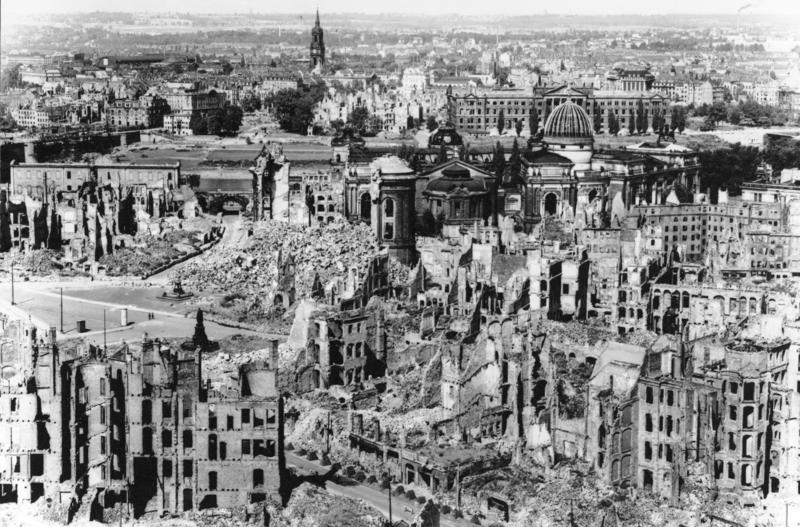
درسدن پس از بمباران